# Club General Díaz
A General Díaz Football Club egy paraguayi labdarúgóklub, melynek székhelye Luqueban található. A klubot 1917-ben alapították. Jelenleg az első osztályban szerepel.
Hazai mérkőzéseit az Estadio General Adrián Jarában játssza, amely létesítmény 3 300 fő befogadására alkalmas. A klub hivatalos színei: fekete-fehér.